# Monolene helenensis
Monolene helenensis is een straalvinnige vissensoort uit de familie van botachtigen (Bothidae). De wetenschappelijke naam van de soort is voor het eerst geldig gepubliceerd in 2000 door Amaoka & Imamura.